# 萬帕諾亞格人
萬帕諾亞格人（萬帕諾亞格語：Wôpanâak），美洲原住民族之一，居住在今天的麻塞諸塞州一帶。其下有五個支族，其中有兩個支族得到美國聯邦政府的承認。
在1600年，英國殖民者到達之前，萬帕諾亞格人居住在现在的麻塞諸塞州東北部與羅德島，以及瑪莎葡萄園島、南塔克特等地區。因為這個地區很富庶，人數估計超過數千人，以種植玉米，豆類和南瓜為生。仅瑪莎葡萄園島一地，就居住了3000人。
1616年—1619年，可能是由英國殖民者帶來的鉤端螺旋體病在這個地區流行，造成萬帕諾亞格人大量死亡，部落接近滅絕。這也使得萬帕諾亞格人開始懷疑自己的宗教，轉而信仰英國殖民者引進的基督教信仰。